# Rybki
Rybki (kaszb. Ribczi) – mała osada kaszubska w Polsce położona w województwie pomorskim, w powiecie lęborskim, w gminie Nowa Wieś Lęborska na południe od Lęborka przy drodze wojewódzkiej nr  na obszarze kompleksu leśnego Puszczy Kaszubskiej. Wieś jest częścią składową sołectwa Dziechlino.
W latach 1975–1998 miejscowość administracyjnie należała do województwa słupskiego.